# Île aux Moines
Île aux Moines je francouzský ostrov, největší v zálivu Morbihan v regionu Bretaň. Spolu s ostrovy Brouel, Holavre a Creïzic tvoří obec Île-aux-Moines. Název ostrova (ostrov mnichů) pochází ze skutečnosti, že jej vlastnili mniši z opatství Saint-Sauveur v Redonu.

## Geografie
Ostrov se nachází v zálivu Morbihan. Měří 7 km na délku a 3,5 km na šířku na ploše 310 ha. Má tvar kříže a žádný bod na ostrově se nenachází více než 450 m od moře.

## Dějiny
Ostrov byl osídlen již v neolitu, o čemž svědčí dodnes viditelné dolmeny a další pozůstatky. Ve městě byly také objeveny stopy po osídlení z galsko-římského období.
V roce 854 bretaňský král Erispoë ostrov daroval opatství Saint-Sauveur v Redonu, které založil jeho otec Nominoë. Po normanských nájezdech v 10. století byl ostrov připojen k farnosti Arradon.